# 蒙塔納州
蒙塔納州是保加利亞的一個州，位於該國西北部，北隔多瑙河與羅馬尼亞相望，西鄰塞爾維亞。面積3,618平方公里，2006年人口183,353人。州府蒙塔納，下分为11个市镇。